# 渡口の浜

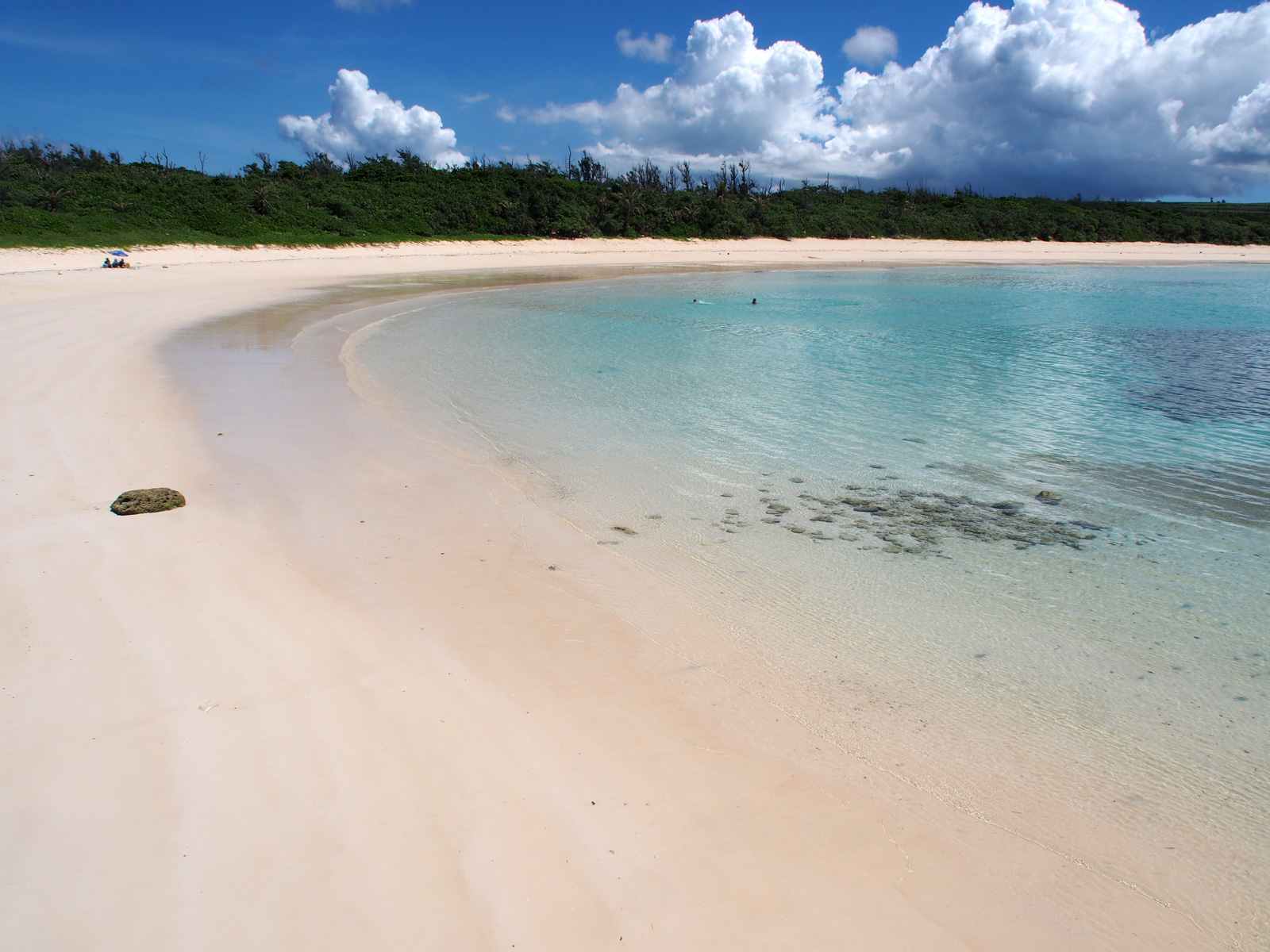
渡口の浜

渡口の浜（とぐちのはま）は、沖縄県宮古島市の伊良部島南西部にある砂浜海岸である。

## 地理
緩やかな弓状の砂浜が約800m続く海岸で、きめ細かな白砂の美しさと水の透明度で沖縄県の中でも名高い。対岸には、宮古島、来間島の景色を望むことができる。
砂浜には、東端側と西端側の2つの入口があり、それぞれに商業施設があって、トイレやシャワー（西端側のみ、有料）等の設備を提供している。
砂浜は西端で入り江（水路）を挟んで下地島と隣接している。西端側入口付近には伊良部島と下地島を結ぶ橋のひとつである乗瀬橋（ぬーしはし）が架かっている。この橋は、老朽化のため2009年から通行止めとなっていたが、2013年1月に取り壊された。そして、架け替えが行われ、2019年3月16日に新たな橋が開通した。また、西端側入口付近には遠見村の大金主「オプガニのトュミャ」の娘の「玉メガ」を祀る乗瀬御嶽（ぬーしうたき）がある。この御嶽は16世紀頃にできたと考えられており、1994年（平成6年）6月25日に宮古島市の史跡に指定されている。

## 事故
2015年8月10日に、この浜でシュノーケリングをしていた家族4人が流され、うち3人が死亡する事故が発生した。渡口の浜は普段は波も比較的穏やかだが、この時は平成27年台風第13号の余波で、波はうねりを伴い、約2mの高さであった。

## 交通
- 佐良浜港から車で約20分[1]